# مات أدلر
مات أدلر (بالإنجليزية: Matt Adler)‏ مواليد 8 ديسمبر 1966 في لوس أنجلوس، هو ممثل أمريكي بدأ مسيرته الفنية سنة 1984.

## الأعمال
- ترابر جون إم دي (1985) (بدور: براين كريستوفر)
- الغراب (1994)
- صانع السلام (1997) (بدور: ألان)
- ديناصور (2000)
- فاينل فانتسي: ذا سبيريتس ويذين (2001)
- اليوم بعد الغد (2004)
- سمولفيل (2009)
- العصر الجليدي: ظهور الديناصورات (2009)
- وقائع (2012)
- ملحمي (2013)

## روابط خارجية
- مات أدلر على موقع IMDb (الإنجليزية)
- مات أدلر على موقع ألو سيني (الفرنسية)
- مات أدلر على موقع أول موفي (الإنجليزية)
- مات أدلر على موقع قاعدة بيانات الأفلام السويدية (السويدية)
- مات أدلر على موقع قاعدة بيانات الفيلم (الإنجليزية)
- مات أدلر على موقع كينوبويسك (الروسية)